# Нововейский, Антоний Юлиан
Анто́ний Юлиа́н Новове́йский (пол. Antoni Julian Nowowiejski; 11 февраля 1858, Любеня, Свентокшиское воеводство — 28 мая 1941, Дзялдово, Варминско-Мазурское воеводство) — блаженный Римско-католической церкви, епископ, историк, мученик. Входит в число 108 блаженных польских мучеников, беатифицированных римским папой Иоанном Павлом II во время его посещения Варшавы 13 июня 1999 года.

## Биография
Изучал теологию в Плоцке и Императорской Римско-католической духовной академии в Санкт-Петербурге. В 1881 году был рукоположён в священника, после чего преподавал в Высшей Духовной семинарии в Плоцке. Исполнял обязанности генерального викария Плоцкого диоцеза. 12 июня 1908 года был рукоположён в епископа. С 1918 по 1919 год был назначен на должность секретаря польского епископата.
Будучи епископом, уделял большое внимание административной реформе в плоцком диоцезе, социальной деятельности, а также католическому обучению, организовав начальную семинарию в городе Сикож. Дважды созвал диоцезальный Синод в 1927 и 1938 годах. Организовал деятельность в своем диоцезе католического движения «Католическая Акция».
Занимался научной деятельностью в областях истории, литургики, опубликовав различные труды на эти темы. Варшавский Университет за вклад в науку присвоил ему титул доктора honoris causa.
В 1941 году был арестован немецкими оккупационными властями и интернирован в концентрационный лагерь в Дзялдове, где погиб 28 мая 1941 года.

## Прославление
13 июня 1999 года был беатифицирован римским папой Иоанном Павлом II вместе с другими польскими мучениками Второй мировой войны.
День памяти — 12 июня.

## Источник
- Piotr Nitecki, Biskupi Kościoła w Polsce w latach 965—1999, ISBN 83-211-1311-7, Warszawa 2000.